# Eurydice elongata
Eurydice elongata är en kräftdjursart som beskrevs av Moreira 1972. Eurydice elongata ingår i släktet Eurydice och familjen Cirolanidae. Inga underarter finns listade i Catalogue of Life.